# Villanueva del Aceral
Villanueva del Aceral é um município da Espanha na província de Ávila, comunidade autónoma de Castela e Leão, de área 17,66 km² com população de 167 habitantes (2004) e densidade populacional de 9,46 hab/km².

## Demografia
| Variação demográfica do município entre 1991 e 2004 | Variação demográfica do município entre 1991 e 2004 | Variação demográfica do município entre 1991 e 2004 | Variação demográfica do município entre 1991 e 2004 |
| --------------------------------------------------- | --------------------------------------------------- | --------------------------------------------------- | --------------------------------------------------- |
| 1991                                                | 1996                                                | 2001                                                | 2004                                                |
| 250                                                 | 209                                                 | 176                                                 | 167                                                 |